# Pierre de Craon
Pierre de Craon, (1345-1409), señor de la Ferté-Bernard y de Sablé, hijo de Guillaume de Craon, apodado el grande.

## Biografía
Se alía a Luis I de Nápoles, duque de Anjou, quien marcha en 1384 a la conquista del reino de Nápoles. Dicho príncipe no había podido contener a la multitud de guerreros que perseguían su fortuna, cansados de que su inmenso tesoro estuviera formado de los despojos de Francia. Él se deshace de su esposa y habiendo recibido sumas considerables, en vez de llevarlas al duque de Anjou, las despilfarra en Venecia, en el juego y la depravación, mientras que el ejército francés está siendo asediado por la hambruna y las enfermedades. 
La traición de Craon es la gota que rebasó el vaso de las desgracias del duque de Anjou, quien murió de desdicha. Tal fue el resultado una expedición que seguirían grandes desastres y cuando los jefes y soldados vuelven de Italia, bastón en mano y pidiendo limosna, el Señor Craon osó reaparecer en la corte con paso magnífico. Juan I de Berry, duque de Berry, al ver entrar al asesor, exclama transido de furor: ¡Ah! falso traidor, malvado y desleal, tú eres la causa de la muerte de mi hermano. Prenderle y que se haga justicia. Pero nadie avanza para ejecutar dicha orden y Craon se et Craon se apresura a desaparecer.
Su crédito y riquezas lo salvaron. Gozaba del favor de Luis I de Orleans, duque de Orleans, hermano de Carlos VI de Francia. Dotado de este apoyo, reapareció en la corte y la repletó de intrigas. Conversaba de secretos de inteligencia con Juan IV de Bretaña, duque de Bretaña, su pariente y buscaba la perdición de Olivier V de Clisson, condestable de Clisson, sin otra razón para ello que envidia de su reputación y autoridad. 
Repentinamente, Craon fue expulsado de la corte (1391), sin que se le diera a conocer la causa de su desgracia. Fue Luis, hermano del rey, quien había demandado el exilio de este peligroso confidente, para castigarlo por haber revelado a Valentina de Milán, su mujer, un romance que había tenido con otra dama. Craon se retira en Bretaña. El duque, que odiaba al condestable, lo presenta ante Creon como el único culpable de su desgracia. Él le cree y jura vengarse. 
Mientras que la corte no se ocupaba de otra cosa que de fiestas y placeres, él introdujo a París secretamente armas y una tropa de aventureros que eran sus adeptos. Él mismo penetra misteriosamente en esta ciudad y el 14 de junio, cuando el condestable vuelve una hora después de la medianoche al hotel de Saint Paul, donde el rey tenía su corte, el Señor de Craon y su tropa a caballo, que le esperaba en la calle Culture-Sainte-Catherine, se mezcla entre la gente y apaga las antorchas que llevaban. Clisson cree al principio que era una broma del duque de Orleans, pero Creon no lo deja en su error por mucho tiempo y le grita con una voz terrible: «A morir, a morir, Clissons, debeis morir. -¿Quién eres tú?, dice el condestable. -Yo soy Pierre de Craon, vuestro enemigo. Me habéis hecho enojar tantas veces, que os debo castigar. » 
Clisson no tenía consigo más que ocho de sus personas de servicio, quienes no estaban armados y que se dispersaron. Pero llevaba bajo su ropa una cota de malla y se defendió como un héroe, cuando un gran golpe de espada le hizo caer de su caballo y caer contra la puerta de una panadería que no estaba totalmente cerrada y que terminó por abrirse. Craon vio que había perdido el conocimiento y como estaba bañado en sangre, creyó que estaba muerto y sin apearse, no piensa sino que en salvarse. 
El preboste de París es enviado por el rey en pos de Craon y sus cómplices. Craon arriba a Chartres a las ocho de la mañana. Veinte caballeros lo esperan y llega a su castillo de Sablé. Sin embargo, uno de sus escuderos y uno de sus pajes fueron arrestados, decapitados en las plazas y colgados en la horca. El conserje del hotel de Craon tenía la cabeza rebanada por no haber denunciado la llegada de su señor a París y canónigo de Chartres, que había dado alojamiento a Craon, fue privado de sus beneficios y condenado a prisión perpetua. Todos los bienes de Craon fueron confiscados, en particular su hotel fue arrasado, su castillo de Porchefontaine destruido "a ras de pie y a ras de tierra" y el lugar donado a la parroquia de Saint-Jean, para ser convertido en cementerio. La calle que rodeaba el hotel y que llevaba el nombre de Craon, fue denominada calle de los Muchachos Malvados. 
Craon que ya no creía estar a salvo en su fortaleza de Sablé, se retira junto al duque de Bretaña, quien le dice: « Sois un enclenque, cuando no habéis podido matar a un hombre que estaba delante de vos. Habéis cometido dos faltas, la primera es haberlo atacado, la segunda es haber fallado. » - Es ciertamente algo diabólico, replicó Craon; creo que todos los diablos del infierno lo han cuidado y apartado de mis manos y de las de mis gentes, dado que él ha recibido un lanzazo y más de sesenta golpes de espada y de puñales y cuando cayó de su caballo, en honor a la verdad, yo creí que él había muerto. 
Carlos VI, alentado por el condestable y sus partidarios, resolvió marchar a la guerra contra Bretaña, porque el duque rehusó entregar a Craon y alegó no saber ni querer saber nada del lugar donde estaba escondido. El encuentro del ejército real fue concertado en Mans. Se sabe que, al atravesar un bosque vecino, Carlos VI cae en la demencia. Los duques de Berry y de Borgoña tomaron las riendas del gobierno y este último comienza por declararse en contra de Clisson e hizo firmar al rey mismo la orden de arrestarlo, el duque de Bretaña le declaró la guerra y Pierre de Craon, que se había escapado de su prisión en Barcelona, comandó las tropas que marcharon contra él.
Ese mismo año, Clisson firma una suspensión de armas con el duque y se expresa en estos términos: « Ojalá que todos estos hechos cesen, excepto para con el malvado Pierre de Craon, etc. » Craon lleva durante algunos años una vida errante, para ocultar su cabeza de la severidad de la ley. Era protegido en secreto por los duques de Borgoña y de Bretaña quienes le despreciaban. Temeroso de las consecuencias de su crimen, se pone a la salvaguarda de Ricardo II de Inglaterra, rindiendo homenaje a dicho monarca que le asignará una pensión y obtendrá su gracia en 1396. 
Entonces, él reapareció en la corte, pero a pesar de estar libre de las persecuciones por el asesinato del condestable, no pudo escapar de las que hizo la reina de Sicilia para obtener la restitución de las sumas de dinero que ella le había confiado durante la expedición de Nápoles y el parlamento de París lo condenó al pago de 400.000 libras. Craon fue arrestado y conducido a la torre del Louvre, le quedaba poco tiempo y, por la intervención de la reina de Inglaterra y de la duquesa de Borgoña, el asunto terminó con un arreglo. Las desgracias de Craon le hicieron entrar en razón. 
De algunos monjes que habían sido condenados a muerte por brujería y convencidos de haber revertido un conjuro contra el rey Carlos VI, el señor de Craon saca la idea de que él será salvado mediante la confesión de los condenados a muerte, que no tenido lugar antes. (ver las Ordenanzas de Fontanon), Craon hizo entonces una penitencia voluntaria por sus crímenes. Hizo construir una cruz en la horca de París con sus armas. Fue al pie de esta cruz que confesó a los criminales antes de su ejecución. 
Craon legó a los cordeliers una suma de dinero a perpetuidad para esta obra de misericordia. 
Pierre de Craon se había casado en 1364 con Jeanne de Châtillon (hija de Gaucher de Châtillon y Marie de Coucy) y tuvieron al menos 2 hijos: Antoine de Craon y Jeanne de Craon 
Los historiadores franceses y bretones no tienen conocimiento de la época en que Craon murió. Solo se sabe que su hijo Antoine de Craon pereció en la batalla de Azincourt en 1415.